# Paběrky (hudební skupina)
Trampská a country kapela Paběrky, někdy i Paběrky Marko Čermáka, byla založena roku 1985 ve stejnojmenné trampské osadě. Od počátku se jednalo o šestici hudebníků hrajících v nástrojovém obsazení: pětistrunné banjo, kytara, mandolína, kontrabas a zpěv (vícehlasné vokály).

## Personální složení

### Dámský dvojhlas
- Vlasta Dynterová alias Viki – zpěv
- Jana Škábová alias Stehno – zpěv

### Pánská sestava
- Marko Čermák – pětistrunné banjo, občas zpěv
- Jiří Macek alias Čiksika – kontrabas (speaker kapely)
- Peter Podoba – mandolina, zpěv
- Petr Rychlý – kytara, zpěv

### Bývalí členové
- Áda Hladík
- Vladimír Hrubec
- Libor Vinklát – mandolina, zpěv
- Václav Limberk – kytara, zpěv

### Hostující kamarádi
- Pavel Šrubař – kytara
- Saša Horková – zpěv

## Diskografie

### Gramofonové desky
- LP Paběrky/Marko Čermák – Od Skalistých hor k Vysočině 1994 – Baroko a FOX
- LP Paběrky/Marko Čermák – Od Kentucky k Sacramentu 1993 – Monitor
- LP Paběrky/Marko Čermák – Od Yukonu k Ontariu 1991 – Punc

### CD
- Paběrky/Marko Čermák – 30 Let na romantické stezce (4CD)  2015 – Ivan Kratochvíl
- Paběrky/Marko Čermák – V Rytmu Old-time 2003 – Multisonic
- Paběrky/Marko Čermák – master serie – Venkow
- Paběrky/Marko Čermák – Trail to Kalifornie 1997 – Venkow
- Paběrky/Marko Čermák – Od Skalistých hor k Vysočině 1994 – Baroko a FOX
- Paběrky/Marko Čermák – Od Kentucky k Sacramentu 1993 – Monitor
- Paběrky/Marko Čermák – Od Yukonu k Ontariu  1991 – Punc